# Marta Capurso
Marta Capurso (n. 18 august 1980, Torino, Italia) este o sportivă ce a reprezentat Italia, medaliată olimpică. A participat la o ediție a Jocurilor Olimpice (2006) în care a câștigat o medalie de bronz.

## Participări
Lista de mai jos prezintă principalele competiții la care a participat Marta Capurso de-a lungul carierei.
- short track speed skating at the 2006 Winter Olympics – women's 3000 metre relay[*]